# Lindenallee 51 (Köln)
Das Gebäude Lindenallee 51 ist eine Villa im Kölner Stadtteil Marienburg, die 1927/28 errichtet wurde und zur Villenkolonie Köln-Marienburg gehört. Sie steht als Baudenkmal unter Denkmalschutz.

## Geschichte
Die Villa entstand für den Bauherrn Hermann Neuerburg (1890–1937), einen Tabakfabrikanten, nach einem Entwurf des Architekten Emil Felix, der für die Familie Neuerburg bereits mehrere Bauprojekte umgesetzt hatte. Sie war als „Schloss“ im Stil des Spätbarock das vermutlich letzte Bauwerk des Historismus in Köln. Anlass für die konkrete Ausgestaltung der Villa waren zahlreiche als Spolien erworbene Kunstschätze. Als Bildhauer an dem Neubau wirkte Wolfgang Wallner, als Kunstschmied Carl Wyland. Zeitgleich mit der Villa wurde auf der gegenüberliegenden Straßenseite, ebenfalls nach Plänen Emil Felix’, ein zugehöriges Chauffeurs- und Garagenhaus (Lindenallee 80) errichtet. 1931 kam ein Gartenhaus nach Entwurf desselben Architekten hinzu. Zu einer Ausparzellierung unter der Hausnummer 49 kam es 1931 im hinteren Gartenbereich des Hauses für eine ebenfalls der Familie Neuerburg gehörende Villa.
Im Zweiten Weltkrieg diente die Villa als Teilstandort der Musikhochschule Köln. Für diese wurde das Anwesen nach den im Krieg erlittenen Schäden, von denen das Haupttreppenhaus teilweise und das Dach schwer betroffen waren, ab 1946 wieder hergerichtet. Die endgültige Wiederherstellung der Villa erfolgte 1950/51 für die britische Besatzungsmacht. Die angrenzende Villa Lindenallee 49 war ebenfalls im Krieg beschädigt worden und – nach einer Nutzung durch die britische Besatzungsmacht – bereits 1949 durch ein Einfamilienhaus ersetzt worden, das sich stilistisch der traditionalistischen Stuttgarter Schule zurechnen lässt.
Von 1962 bis 1973 war die Villa Residenz des Botschafters von Japan in der Bundesrepublik Deutschland am Regierungssitz Bonn (→ Botschaft von Japan (Bonn)). Zu ihr gehörte auch das im Gartenbereich der Villa gelegene Einfamilienhaus Lindenallee 49. Anschließend diente das Gebäude als Sitz des Wema-Instituts für empirische Sozialforschung, Informatik und angewandte Kybernetik, das von Bundes- und Landesbehörden mit der Erarbeitung von Konzepten für eine Reform der Planungs- und Personalstrukturen beauftragt war. Nach der Insolvenz des Unternehmens gegen Ende der 1970er-Jahre wurde das Mobiliar der Villa mit seinerzeit 25 Zimmern gepfändet. Die Eintragung der Villa in die Denkmalliste der Stadt Köln erfolgte am 13. August 1991.

## Architektur
Das Anwesen besteht aus einem zwei-, inklusive Mansardgeschoss dreistöckigen herrschaftlichen Hauptgebäude in Putz und einem einstöckigen Wirtschaftsflügel, der ursprünglich Küche und Personalzimmer aufnahm. Das Erscheinungsbild der Villa wird durch rötlichen Sandstein und weißes Holzwerk an den Fenstern geprägt. Den Balkon an der Gartenseite trägt eine Loggia. Das Walmdach entstammt der Wiederherstellung nach den Kriegsschäden, im Zuge derer auch eine als Verbindung zwischen Brunnenhof („toskanischer Renaissance-Arkadenhof“) und Gartenpavillon dienende Kolonnade zur Entfernung kam. Zur Straße wird die Villa durch zwei schmiedeeiserne Portale als Teil der Einfriedung abgegrenzt, nach Süden ist sie in eine umfangreiche Parkanlage eingebettet.
Als zentraler Innenraum dient eine große, holzvertäfelte Wandelhalle mit einer im Stil der Renaissance gehaltenen Stuckdecke. Das ehemalige Herrenzimmer, zur Straßenseite gelegen, ist in gotischen Formen mit Maßwerk gestaltet. Zur ursprünglichen Inneneinrichtung gehört ein originales Rokoko-Treppengeländer, überarbeitet von Carl Wyland. An der östlichen Außenfassade findet sich ein Epitaph aus dem Jahre 1569.

„Auch wenn die Entstehungszeit dieser altmeisterlich entworfenen Villa mit den ersten großen Erfolgen des »Bauhauses« und des »Neuen Bauens« zusammenfällt, der Bau also im höchsten Maße anachronistisch wirkt, dann ist an ihm die Stilsicherheit des Architekten und das handwerkliche Können der am Bau beteiligten Künstler und Kunsthandwerker auf das Äußerste zu bewundern.“